# 閩中語
閩中語（びんちゅうご、ミンチュウご）は、シナ・チベット語族、シナ語派、閩語に属する言語である。主に閩中地方、すなわち中国の福建省中部の三明市（永安市・沙県区）で話される。